# Darmstadt
Darmstadt város Németországban, Hessen szövetségi tartomány déli részén. Hessen negyedik legnépesebb városa Frankfurt am Main, Wiesbaden és Kassel után.
Jelentőségét jól illusztrálja a hesseni belügyminisztérium által 1997-ben adományozott "tudomány városa" (Wissenschaftsstadt) kitüntetés, amit elsősorban az 1877-ben alapított műszaki egyetemének (Technische Universität), három főiskolájának, illetve számos kutatóintézetének köszönhet. A város felsőoktatási intézményei összesen több mint 30 000 hallgatót számlálnak.
- Darmstadt ismert még a Jugendstil központjaként is. Ezen hírnevét az 1899-ben Ernő Lajos hesseni nagyherceg által alapított művészkolónia munkássága alapozta meg.
- Itt található az Európai Űrügynökség repülésirányító központja, az ESOC. Innen több űrszonda és Föld körül keringő műhold tevékenységét irányítják.

## Fekvése
Hessen szövetségi tartomány déli részén található város. A legközelebbi nagyvárosok: kb. 30 km-re északra Frankfurt am Main és kb. 45 km-re délre Mannheim.

## Városrészei
| - Arheilgen - Bessungen - Eberstadt - Kranichstein - Mitte - Nord - Ost - West - Wixhausen - Europaviertel - Johannesviertel - Martinsviertel |

## Története

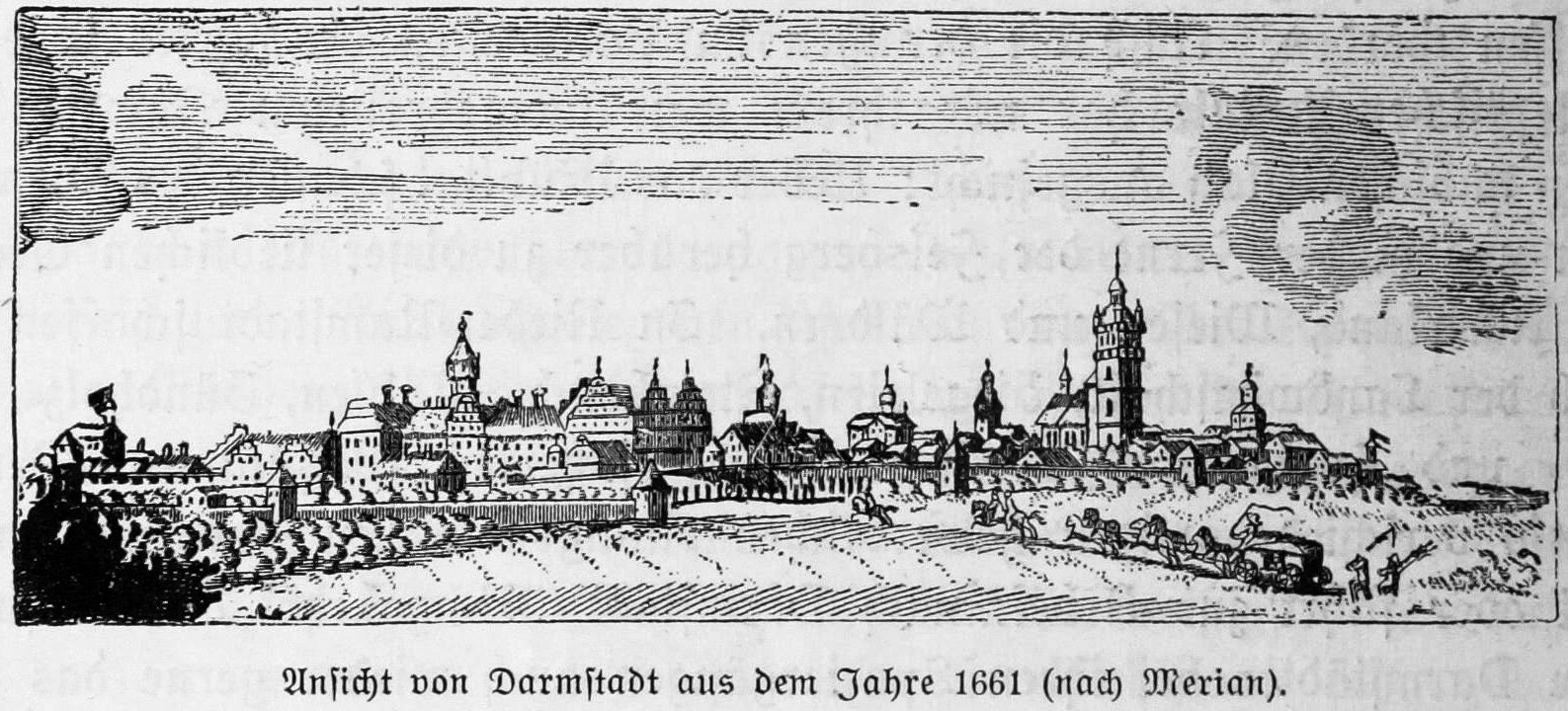
Darmstadt 1661-ben

A vidéket már Kr. e. 2000-ben is lakták. Az egykori római utak mentén épült várost 8. vagy a 9. században alapították a frankok. A 11. században a Sigebodo grófok tulajdona lett. 1002-ben a Wormsi püspök itt székelt. 1330. július 30-án Bajor Lajos gróf városi jogokat adományozott a településnek. Ekkoriban kezdték el építeni a városfalat.
A 14. és a 15. században a Katzenelnbogen grófok felépítik ismét a várat. A 15. század közepén rezidenciájukat is itt építették ki. 1479-ben kihalt a Katzenelnbogen család, és a város III. Henrik hesseni tartománygróf tulajdonába került. 1567-ben meghalt I. Fülöp tartománygróf, aki felosztotta Hessent négy fia között.
1567-től I. György - Fülöp hesseni gróf fia - Darmstadtban rendezte be rezidenciáját, a kastélyban francia mintáraazdag udvart tartottak.
Az 1580-as években többször felüti a fejét a pestis. A város V. Lajos alatt tovább fejlődött. A harmincéves háborút azonban Darmstadt is megszenvedte: 1630-ban a svédek bevették a várost, és csak 1649-ben távoztak.
1693-ban a franciák lerombolják a várost, ám Ernő Lajos újjáépíttette az elővárost 1695-ben. 1790-ben X. Lajos vallásszabadságot hirdetett. 1806-ban Napóleon X. Lajost nagyherceggé nevezte ki, aki önigazgatási jogot adott a városnak.1815-ben Darmstadt a Hesseni Nagyhercegség része lett. 1870-ben a megalakuló Német Birodalom része lett.
Darmstadtban találkozott egymással Goethe, Wieland és Herder valamint a Sturm und Drang irányzatának több más képviselője is. A világhírú költők alkotta baráti kör kialakulásában Karoline (Henriette Cristiane) von Hessen grófnő személye nagy szerepet játszott, aki (miközben férje katonáskodott) maga köré gyűjtötte e szellemi nagyságokat. Herrengartenben levő sírjának felirata is erre emlékeztet.

## Művészet
Az 1900-as évek eleje körül Ernst Ludwig nagyherceg művészkolóniát alapított a máig híres Mathildenhöhén, ahova neves külföldi mestereket is meghívott: festők, képzőművészek érkeztek a városba,bemutatva műveiket, s közben az itteni környezet is újabb művek készítésére ihlette őket. Ez a hagyomány máig fennmaradt, a Rosenhöhén máig működik egy művészkolónia, amelynek talán a város különleges atmoszféráját köszönheti, s amelyet a második világháború sem tudott teljesen megszüntetni.
2021 óta Mathildenhöhe a világörökség része.

## Látnivalók
- Régi városháza
- Lajos-szobor
- Márk-téren álló kastély
- Mathildenhöhe művésztelep
- János-templom
- Lajos-templom
- Pál-templom
- Várostemplom (evangélikus)
- Városfal

## Galéria

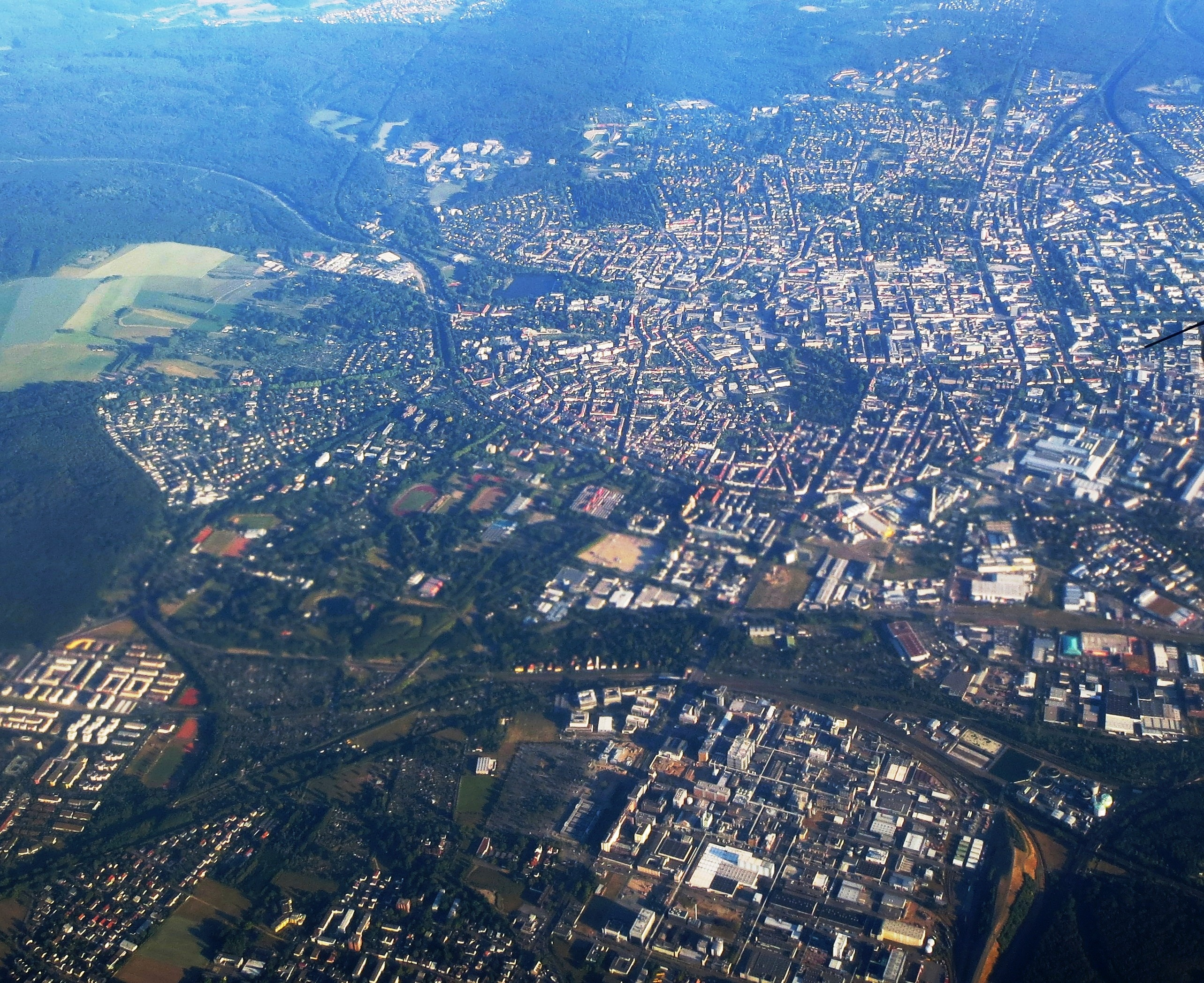
Légifelvétel
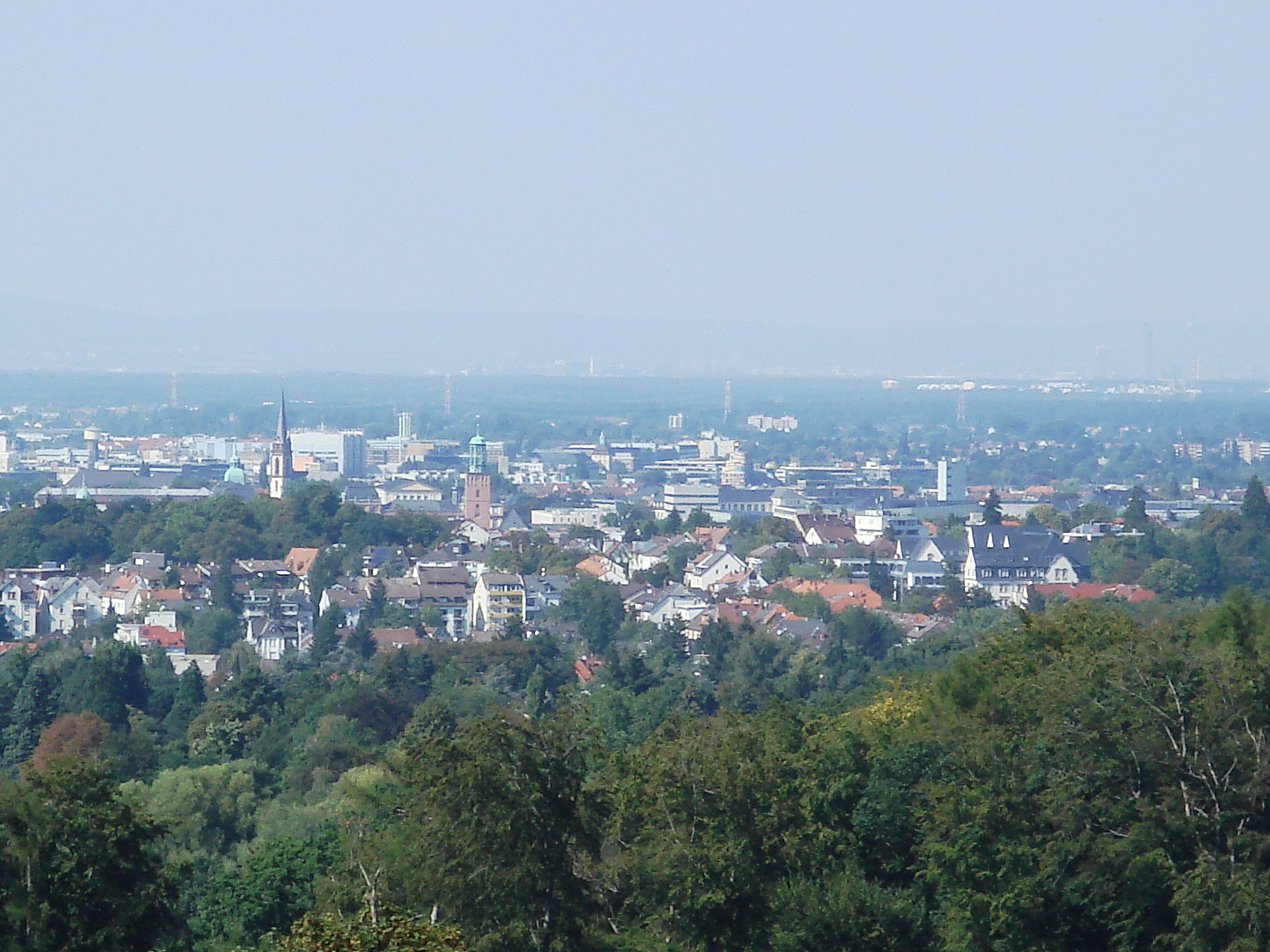
Darmstadt látképe
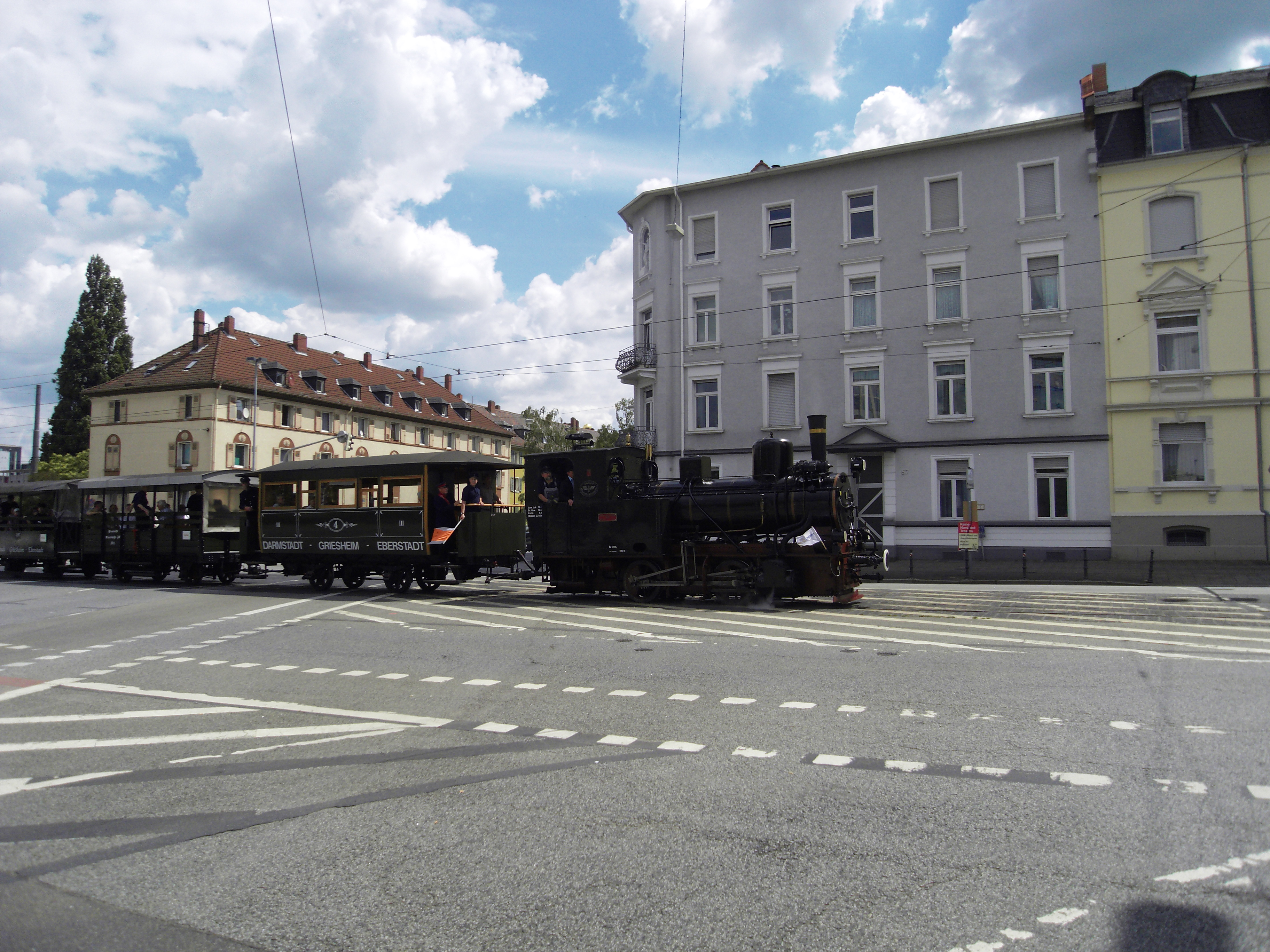
Nosztalgia-vonat
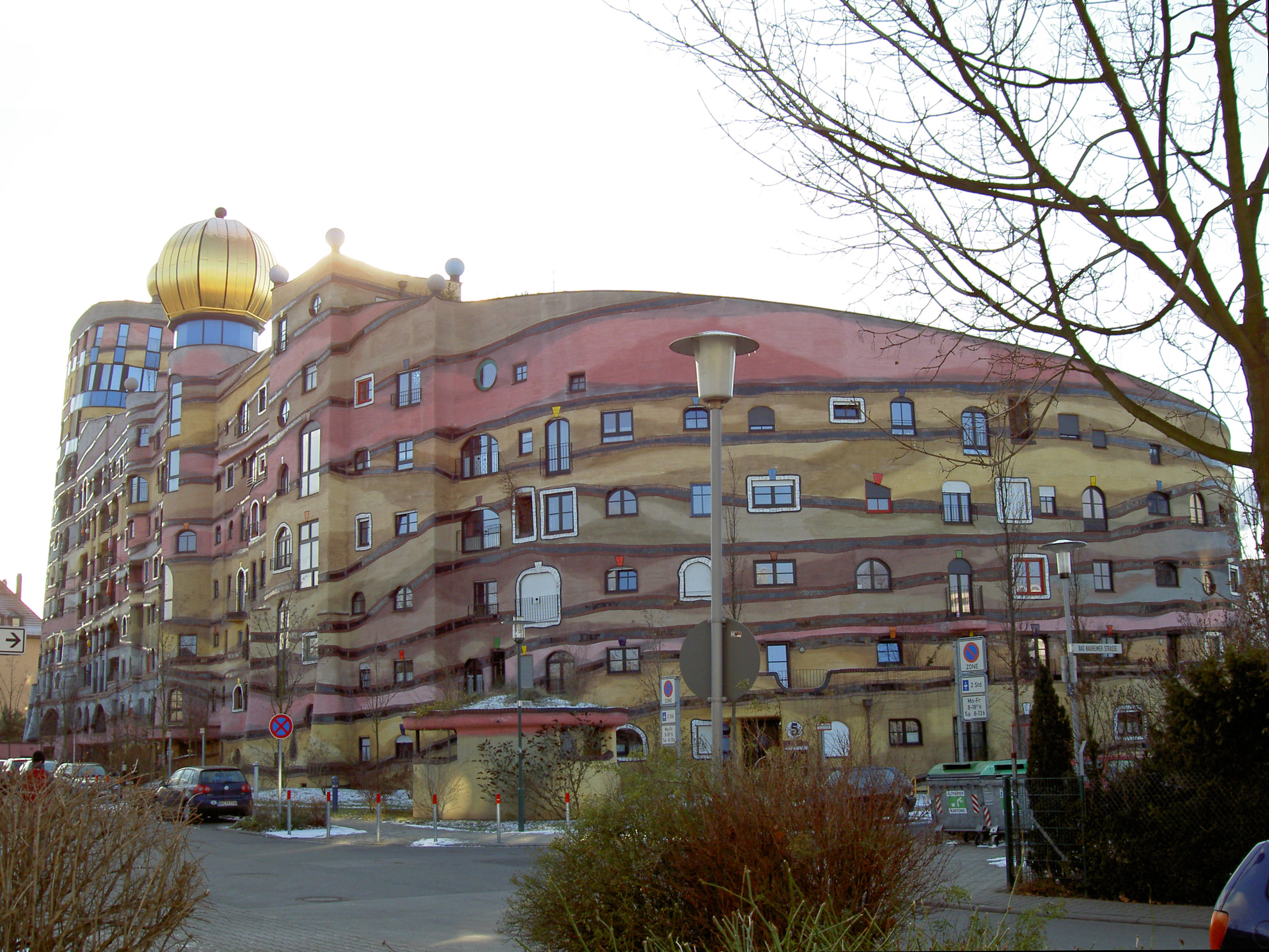
Hundertwasser-ház
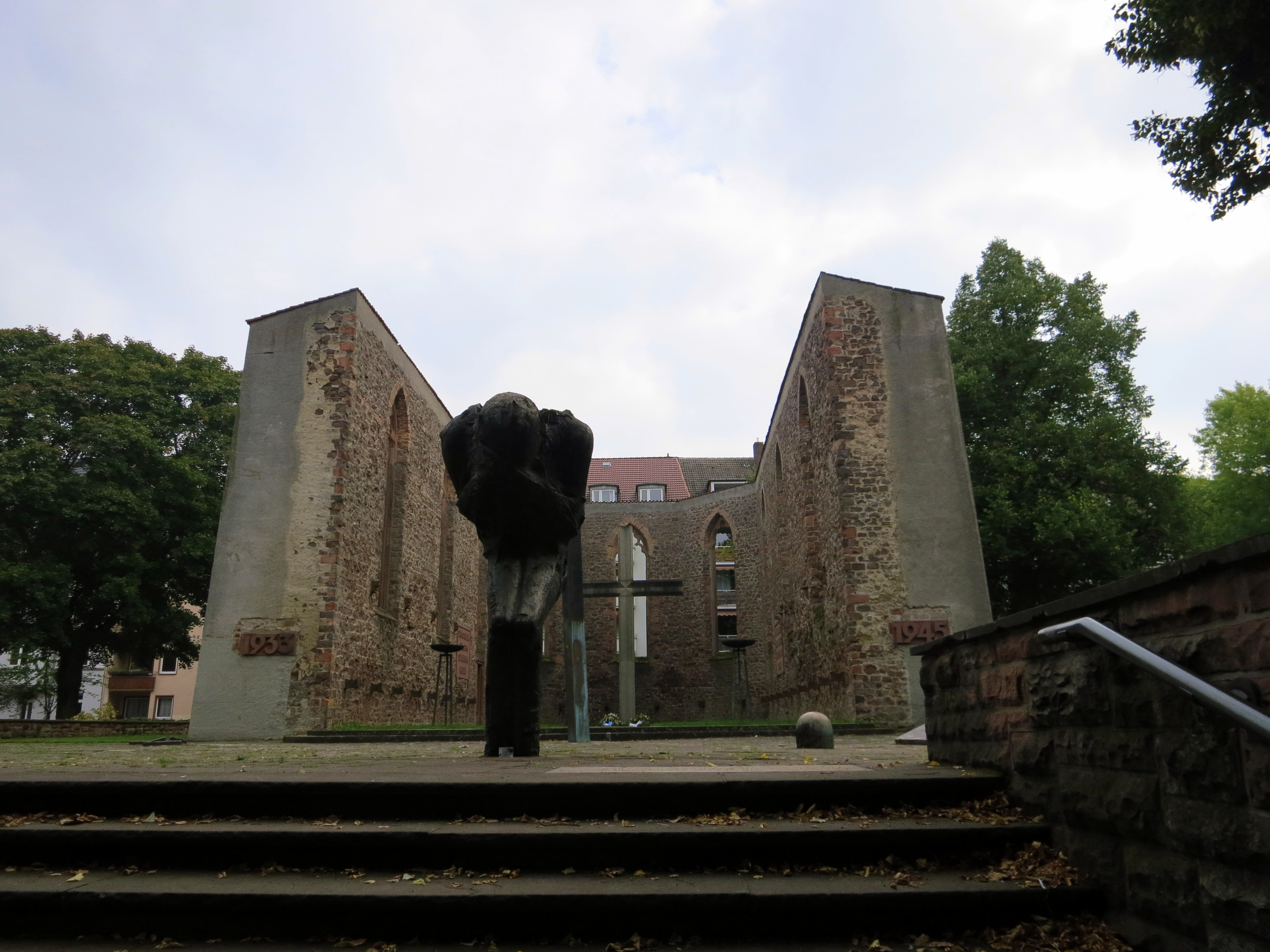
II. világháborús emlékmű

### Közúti közlekedés
A várost érinti az A5-ös autópálya
.

## Média
Az 50-es, 60-as években megindult a televízióadás.
Aktuális újságok:
- Darmstädter Echo
- Frankfurter Rundschau
- Frankfurter Allgemeine Zeitung
- „Bessunger Neue Nachrichten“
- „Lokalanzeiger”
- Arheilger Post

A városban működik a Radio Darmstadt.

## Itt születtek, itt éltek
- Andreas Böhm (1720–1790), német filozófus és matematikus, a Gießeni Egyetem professzora
- Georg Christoph Lichtenberg (1742–1799), matematikus, fizikus és író
- Johann Wilhelm Ernst Wägner (1800–1886), író, fordító és evangélikus teológus
- Justus von Liebig (1803–1873) vegyész
- Georg Büchner (1813–1837), orvos, forradalmár és költő
- Ludwig von der Tann-Rathsamhausen (1815–1881) katona
- Karl Raupp (1837–1918), festő
- Georg Gottfried Gervinus (1805–1871), történetíró és politikus
- Georg von Hertling (1843–1919) politikus
- Hesseni Alekszandra Fjodorovna orosz cárné (1872–1918), orosz cárné
- Friedrich Gundolf (1880–1931), költő, irodalomtörténész és egyetemi tanár.
- Carl-Heinrich von Stülpnagel (1886–1944), katona
- Christa Winsloe (1888–1944), írónő
- Georg Dascher (1911–1944), kézilabdázó
- Hans Christian Blech (1915–1993), színész
- Karlheinz Böhm (1928–2014), színész
- Mirjam Pressler (1940–2019), írónő és műfordító
- Björn Phau (1979–), teniszező
- Oliver Heil (1988–), labdarúgó
- Marco Koch (1990–), úszó
- Roberto Soriano (1991–), labdarúgó

- Itt élt Joseph Maria Olbrich német építész (1867–1908)

## Testvérvárosai

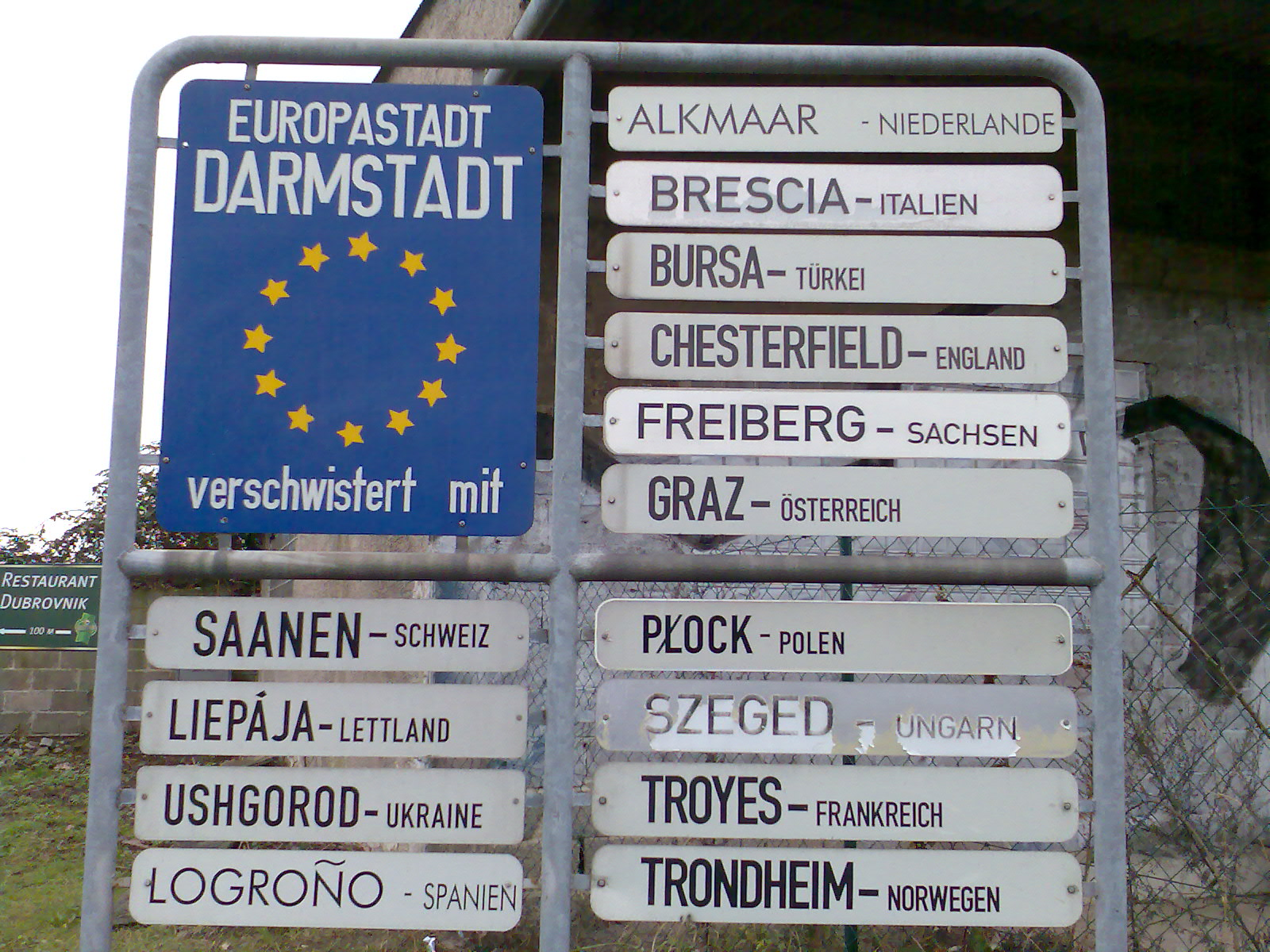
Darmstadt testvérvárosai

- Alkmaar, Hollandia, 1958 óta
- Brescia, Olaszország, 1991 óta
- Bursa, Törökország, 1971 óta
- Chesterfield, Egyesült Királyság, 1959 óta
- Freiberg, Szászország, Németország, 1990 óta
- Saanen-Gstaad, Svájc, 1991 óta
- Gyönk, Magyarország, 1990 óta
- Liepāja, Lettország, 1993 óta
- Logroño, Spanyolország, 2002 óta
- Płock, Lengyelország, 1988 óta
- Szeged, Magyarország, 1990 óta
- Trondheim, Norvégia, 1968 óta
- Troyes, Franciaország, 1958 óta
- Ungvár, Ukrajna, 1992 óta
- Graz, Ausztria, 1968 óta